# Welcome to the Party (Pop Smoke)
Welcome to the Party è un singolo del rapper statunitense Pop Smoke, pubblicato il 23 aprile 2019 come unico estratto dal primo mixtape Meet the Woo. La produzione del brano è stata affidata a 808Melo. Il primo remix ufficiale è stato pubblicato il 15 agosto 2019 con la rapper trinidadiana Nicki Minaj; il secondo remix, con il britannico Skepta, è stato pubblicato il 16 agosto.

## Remix
Dopo aver guadagnato poplarità la canzone è stata remixata da ASAP Ferg, Pusha T, Rico Nasty, Kiing Shooter, Skepta, Headie One, Dave East e Meek Mill.
Il 16 agosto 2019 è stato pubblicato un remix del singolo in collaborazione con la rapper trinidadiana Nicki Minaj. Mentre il 1º agosto la rapper Rico Nasty ha pubblicato il suo remix intitolato Welcome to the Party (NastyMix). Più tardi Pop Smoke ha anche pubblicato il remix con il rapper britannico Skepta.

## Classifiche
| Classifica (2019) | Posizione massima |
| ----------------- | ----------------- |
| Stati Uniti       | 105               |